# Yoga sutra
Los Yoga-sutra (en sánscrito ‘aforismos del yoga’) son los antiguos textos fundacionales del yoga, escritos por el sabio Patañyali en el siglo III a. C.
Aunque este sutra se trata de un conjunto de textos cortos, han tenido una enorme influencia en las creencias y prácticas del yoga.

## Nombre sánscrito
- yogasūtra, en el sistema AITS (alfabeto internacional para la transliteración del sánscrito).[2]
- योगसूत्र, en escritura devanagari del sánscrito.[2]
- Pronunciación:
  - /iogasútra/ en sánscrito[2] o bien
  - /iogsútr/ o /iogosútro/ en varios idiomas modernos de la India (como el bengalí, el hindí, el maratí o el palí).

### Etimología
- Etimología: ‘aforismos del yoga’[2]
  - ioga: unión
  - sūtra: ‘hilo’, aforismo.

El yoga (del sánscrito ioga) se refiere a una tradicional disciplina física y mental que se originó en la India. La palabra se asocia con prácticas de meditación en el hinduismo, el budismo y el yainismo.
La palabra sánscrita yoga, se utiliza en la obra para referirse a un estado mental en el que los pensamientos y los sentimientos están «en suspenso» (estado conocido como nirodha, en sánscrito).
La palabra sutra significa ‘aforismo’, aunque literalmente significa ‘hilo’ o ‘enhebrar’. Proviene de una antigua palabra indoeuropea que también es el origen de la palabra española «sutura» y «suturar». Se refiere, entre otras cosas, al «cordón sagrado», el círculo de hilo (de un metro de diámetro aproximadamente) que utilizan colgado del hombro izquierdo los brahmanes de la India; también al hilo de los yapa-mala (los rosarios de 108 cuentas que se usan en la India).